# Hronično plućno srce
Hronično plućno srce (akrinim HPS) (lat. cor pulmonale chronicum)  jedna je komplikacija bolesti koja oštećuje funkciju i strukturu pluća. Nastaje kao posledica hipertrofije i/ili dilatacija desne srčane komore, uzrokovana plućnom hipertenzijom, izuzev plućna hipertenzija kao posledice oboljenja leve strane srca, kao i kongenitalne bolesti srca. Zbog velike učestalosti hroničnih bolesti respiracijskog sistema, pre svega hronične opstruktivne bolesti pluća, hronično plućno srce je često oboljenje srca, sa  povećanim rizikom od venske tromboembolije.
Ukoliko se blagovremeno dijagnostikuje i lečenjem otklone uzroci, hronično plućno srce može u potpunosti da se ublaži i kontroliše. 
Prestanak pušenja duvana, značajno smanjuje rizik i simptome hronične opstrukcijske bolesti pluća kao prethodnice mogućeg nastanka plućnog srca.

## Plućno srce
Srce je anatomski podeljeno na dva dela, pri čemu svaki ima svoj udeo u funkcionisanju organizma.
Levo srce je odgovorno za pumpanje krvi kroz sistemsku cirkulaciju, odnosno celo telo. 
Desno srce je odgovorno za pumpanje krvi kroz plućnu cirkulaciju. 
Za razliku od sistemske cirkulacije plućna cirkulacija ima jako mali otpor protoku krvi. Zato svaki porast otpora povećava pritisak u desnom srcu koje nije fiziološki pripremljeno da radi pod ovakvim uslovima i trpi ozbiljne posledice.
Plućno srce nastaje zbog bolesti pluća i ne odnosi se na povećanje desne komore srca usled insuficijencije leve komore, urođene srčane mane ili stečene bolesti srčanih zalistaka. Obično nastaje kroz duže vreme, ali može nastati naglo i biti reverzibilno. 
Prema dužini trajanja bolesti i kliničkoj slici plućno srce može biti akutno i hronično. 
Akutno plućno srce — označava akutnu dilataciju desne pretkomore i komore kao posledicu naglog porasta pritiska u plućnoj arteriji i javlja se u akutnim teškim oboljenjima disajnog sistema. 
Plućna hipertenzija — je pojava slična akutnom plućnom srcu, u toku čije evolucije, usled akutnih pogoršanja osnovne bolesti i dodatnih opterećenja i dilatacije desne komore, pritisak u plućnom krvotoku raste. Akutno plućno srce obično nastaje usled opsežne plućne embolije ili povrede pluća prilikom mehaničke ventilacije zbog akutnog respiratornog distres sindroma.
Hronično plućno srce — označava dominantnu hipertrofiju zida desne srčane komore. Prema težini kliničke slije može biti u kompenzovanom stadijumu (cor pulmonale chronicum compensatum) i sa znacima zastojne insuficijencije srca (cor pulmonale chronicum).

## Epidemiologija
Iako je prijavljeno da je prevalencija HOBP u Sjedinjenim Američkim Državama oko 15 miliona, tačnu prevalenciju plućnog srca je teško odrediti, pošto su fizički pregled i rutinski testovi relativno neosetljivi za otkrivanje plućne hipertenzije i disfunkcije desne komore.
Procenjuje se da plućno  srca čini 6-7% svih vrsta srčanih oboljenja odraslih u Sjedinjenim Američkim Državama, pri čemu je hronična opstruktivna plućna bolest (HOBP) zbog hroničnog bronhitisa ili emfizema uzročni faktor u više od 50% slučajeva.
Smrtnost kod pacijenata sa istovremenim HOBP i plućnim srcem je veća nego kod pacijenata samo sa HOBP. 
Pored toga, plućnog srca čini 10-30% slučajeva dekompenzovane srčane insuficijencije u Sjedinjenim Američkim Državama.
Nasuprot tome, akutnio plućno srce  je obično sekundarno u odnosu na masivnu plućnu emboliju. Akutna masivna plućna tromboembolija je najčešći uzrok akutnog po život opasnog plućnog srca kod odraslih. Procenjuje se da se 50.000 smrtnih slučajeva samo u Sjedinjenim Američakim Državama dogodi godišnje od plućne embolije, a oko polovina se dogodi u toku prvog sata zbog akutne insuficijencije desnog srca. 
Na globalnom nivou, incidencija plućnog srca uveliko varira među zemljama, u zavisnosti od prevalencije pušenja cigareta, zagađenja vazduha i drugih faktora rizika za razne bolesti pluća.

## Etiopatogeneza
Bolesti pluća uzrokuju plućnu hipertenziju preko nekoliko mehanizama: 
- gubitkom kapilarnih bazena (npr zbog buloznih promena u HOBP  ili tromboze kod plućne embolije);
- vazokonstrikcijom zbog hipoksije, hiperkapnije ili obe promene istovremeno;
- povećanog pritiska u alveolama (npr  u HOBP, izazvanoj mehaničkom ventilacijom)
- hipertrofije medije u arteriolama (često kao odgovor na plućnu hipertenziju zbog drugih uzroka).

Plućna hipertenzija odgovorna je za opterećenje desne komore, što uzrokuje insuficijenciju srca, uključujući povišen teledijastolički pritisak, centralni venski pritisak i hipertrofiju i dilataciju srčane omore. 
Opterećenje desne komore može biti pojačano zbog povećane viskoznosti krvi u stanjima kao što je policitemije uzrokovane hipoksijom. U retkim slučajevima insuficijencija desne komore može zahvatiti ilevu komoru srca, ako se disfunkcionalni septum izbočuje u levu komoru (ometa njeno punjenje i uzrokuje dijastoličku disfunkciju).
Hronično plućno srce je najčešće posledica:
- HOBP  (hronični bronhitis, emfizem),

- veliki gubitka plućnog parenhima nakon operacije ili traume,

- honično prisutni  ugrušci krvi u plućima,

- plućne veno–okluzivne bolesti,

- sklerodermije,

- fibroza plućnog intersticijuma,

- kifoskolioze,

- gojaznosti sa alveolarnom hipoventilacijom,

- neuromuskularne bolesti koje zahvataju disajnu muskulaturu
- idiopatske alveolarne hipoventilacije

- infekcije pluća (može dovesti do opterećenja desne komore).

## Klinička slika
U početku bolesti u kliničkoj slici dominiraju  simptomi plućnog srca, ali i simptomi primarne bolesti pluća (npr dispneja, zamaranje u naporu). U toku evolucije kliničke slike HPS izdvajaju se tri stadijuma: 
- nekomplikovana pneumopatija,
- kompenzovano hronično plućno srce,
- dekompenzovano hronično plućno srce (ukome su česti poremećaji srčanog ritma).[6]

Klinički, plućno srce manifestuje se:
- otokom jetre
- otocima nogu (na potkolenicama i gležnjevima),
- osećajem težine i zatezanja ispod desnog rebarnog luka .

Najkarakterističniji simptom je otežano disanje, koje se zapaža tek pri naporu. Sa njim ide i iskašljavanje, koje je u početku neprimetno i javlja se samo ujutru. Tokom napredovanja bolesti dolazi do sve učestalijeg kašlja i iskašljavanja, sve češćeg otežanog disanja, javljanja povišene temperature, natečenih zglobova. Posle izvesnog perioda i koža poprima plavkastu boju, da bi na kraju, zbog bolesti, počeli da trpe pluća i srce. 
Klinička slika dekompenzovanog hroničnog plućnog srca
Kada se svi ovi simptomi pojave istovremeno hronično plućno srce je dekompenzovano, odnosno nije u stanju da normalno obavlja svoju funkciju. U ovom stanju najveći procenat bolesnika obolelih od dekompenzovanog hroničnog plućnog srca pati od poremećaja srčanog ritma, koji može biti:
- sinusna tahikardija,
- pretkomorske ekstrasistole,
- komorske ekstrasistole.

## Dijagnoza
Rano i pravovremeno otkrivanje dijastolne disfunkcije leve komore kod bolesnika sa HOBP može biti od velikog praktičnog značaja u lečenju ovih bolesnika, s obzirom na činjenicu da dijastolna disfunkcija leve komore može pogoršati i dovesti do plućne kongestije.
Zbog toga je prepoznavanje i adekvatno lečenje dijastolne disfunkcije levog srca od izuzetnog značaja za bolesnike sa HOBP. Sa porastom pritiska u desnoj komori, fizikalni znaci obično uključuju:
- podizanje leve ivice  grudne kosti u sistoli,
- naglašenu plućnu komponentu 2. srčanog tona (S2) i
- srčane šumove funkcionalne trikuspidne i pulmonalne insuficijencije.

Kasnije dolazi do pojave:
- pojačanja galopnog ritma desne srčane komore tokom udaha (komponentne 3. [S3] i 4. [S4] srčanih tonova),
- proširenja vena na vratu (sa dominantnim a–talasom ako ne postoji trikuspidalna insuficijencija),
- hepatomegalije,
- otoka donjih udova.

Na plućno srce treba posumnjati kod svih bolesnika koji boluju od bolesti koje ga mogu uzrokovati. 
Opšti pristup dijagnostici plućnog srca i istraživanje njegove etiologije počinje sledećim rutinskim laboratorijskim testovima:
EKG
Elektrokardiografski znakovi hipertrofije desne komore  (npr  devijacija električne ose udesno, QR oblik u odvodu V1 i dominantan R–zubac u odvodima V1–V3) dobro se poklapaju sa nivoom plućne hipertenzije. 
Radiografija grudnog koša
Radiografija grudnog koša  pokazuje uvećanje desne srčane komore i proksimalnog dela plućne arterije s oslabljenim prikazom cirkulacije na periferiji. 
Ipak, zbog toga što hiperinflacija pluća i bule dovode do drukčije pozicije srca, fizikalni pregled, RTG snimka i EKG mogu biti relativno neosjetljivi.
Skeniranje ventilacije/perfuzije (V/K) ili skeniranje kompjuterizovanom tomografijom grudnog koša (CT) mogu se izvršiti ako anamneza i fizički pregled pacijenta ukazuju na plućnu tromboemboliju kao uzrok ili ako drugi dijagnostički testovi ne daju specifičnu etiologiju. Studije snimanja mogu pokazati dokaze o osnovnim kardiopulmonalnim bolestima, plućnoj hipertenziji ili povećanju desne komore. 
Magnetna rezonantna tomografija srca
Magnetna rezonantna tomografija (MRT) srca je još jedan oblik neinvazivnog snimanja koji ne koristi jonizujuće zračenje. MRT se može koristiti za procenu plućnog srca, a koristi se i u određivanju strukture desne komore, remodeliranju i funkcijama srca. Ovaj modalitet je posebno je koristan u proceni dimenzija plućne arterije u poređenju sa tradicionalnom ehokardiografijom.
Ehokardiografija
Ultrazvuk srca ili dopler ehosonografija koristi se za procenu funkcije leve i desne komore. Ultrazvukom se može proceniti sistolički pritisak desne komore, ali je često tehnički ograničen bolešću pluća.
Kateterizacija desnog srca
Za potvrdu dijagnoze može biti potrebna i kateterizacija desnog srca. Ona je invazivni test za potvrdu dijagnoze plućnog srca i daje važne informacije u vezi sa osnovnim uzrocima.
Testovi plućne funkcije
Testovi plućne funkcije mogu biti potrebni da bi se potvrdilo prisustvo drugih plućnih patologija. 

## Diferencijalna dijagnoza
Prilikom postavljanja dijagnoze plućnog srca, važno je uzeti u obzir mogućnost tromboembolijske bolesti i primarnu plućnu hipertenzije kao moguće etiologije. Pored toga, treba obratiti pažnju i na sledeće uslove:
- Atrijalni miksom
- Poremećaji krvi koji su povezani sa povećanim viskozitetom krvi
- Kongestivna (biventrikularna) srčana insuficijencija
- Konstriktivni perikarditis
- Srčana insuficijencija visokog učinka
- Infiltrativne kardiomiopatije
- Primarna plućna stenoza
- Insuficijencija desnog srca zbog infarkta desne komore
- Insuficijencija desnog srca zbog urođenih srčanih bolesti
- Komorski defekt septuma

## Terapija
Lečenje je teško a počiva na uzroku koji je izazvao bolest i korekciji i ublažavanju hipoksije.
Ako su izraženi periferni edemi, mogu se primeniti diuretici, ali samo ako postoji i insufiicijencija leve komore i zastoj tečnosti u plućima, jer u protivnom i malo smanjenje predopterećenja može pogoršati plućno srce.
Plućni vazodilatatori (npr hidralazin, blokator kalcijumskih kanala, azot-monoksid, prostaciklini) iako korisni u primarnoj plućnoj hipertenziji, u ovoj bolesti nisu delotvorni. 
Digoksin, deluje  samo u bolesnika sa udruženom disfunkcijom leve srčane komore. Kod njegove upotrebe potreban je oprez jer su bolesnici sa HOBP  osetljivi na njegove učinke.
Nekada je korišćena venepunkcija u hipoksičnoj fazi plućnog srca, ali ona samo smanjuje viskoznost krvi jedino ako postoji značajna policitemija, a u protivnom smanjuje kapacitet prenosa kiseonika. 
Kod bolesnika s hroničnim plućnim srcem dugoročno uzimanje antikoagulanasa smanjuje rizik venskog tromboembolizma.